# Domessargues
Domessargues település Franciaországban, Gard megyében. Lakosainak száma 750 fő (2022. január 1.). Domessargues Aigremont, Boucoiran-et-Nozières, Mauressargues, Saint-Bénézet, Saint-Geniès-de-Malgoirès és Sauzet községekkel határos.

## Népesség
A település népességének változása:
| Lakosok száma | 148  | 177  | 251  | 659  | 681  | 678  | 753  | 743  | 752  | 750  |
|               | 1968 | 1982 | 1990 | 2006 | 2013 | 2015 | 2017 | 2019 | 2020 | 2022 |